# Witold Sobotkowski

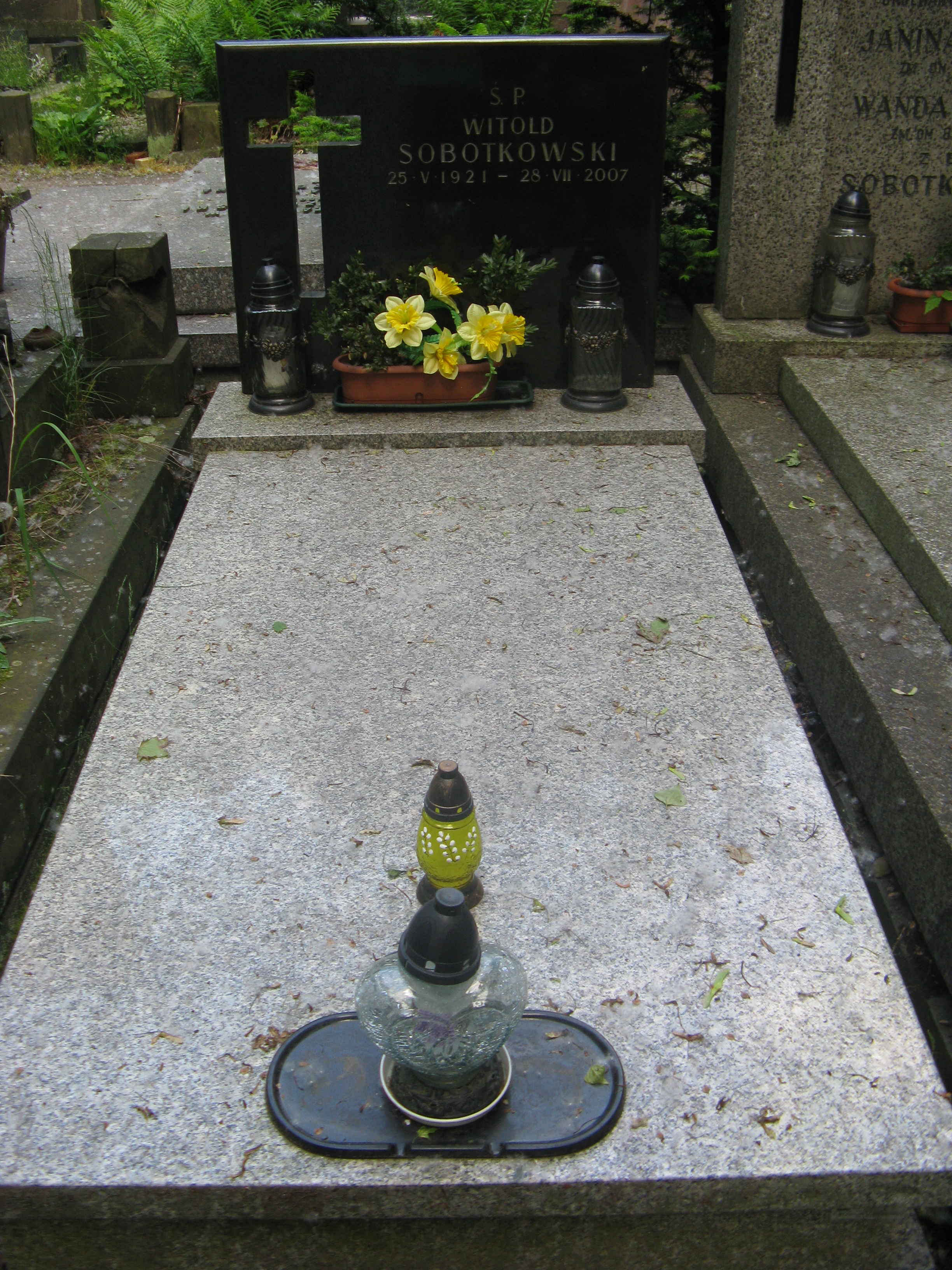
Grób Witolda Sobótkowskiego na cmentarzu Powązkowskim

Witold Sobotkowski (ur. 25 maja 1921 w Moskwie, zm. 28 lipca 2007 w Warszawie) – polski ekspert w zakresie energetyki, docent magister inżynierii, brydżysta i szachista. Autor publikacji i opracowań naukowych.

## Życiorys
Absolwent Liceum im. Zygmunta Augusta w Wilnie. Podczas II wojny światowej był żołnierzem Okręgu Wileńskiego AK. Po zakończeniu działań wojennych był pracownikiem naukowym Politechniki Śląskiej w Gliwicach, oraz pracownikiem Energopomiaru-Gliwice i Instytutu Energetyki Warszawa. Dyrektor Instytutu Techniki Cieplnej w Łodzi i dziekan Politechniki w Lubumbashi-Zair.
Był brydżowym arcymistrzem, natomiast jako szachista osiągnął poziom kandydata na mistrza.
Największe sukcesy brydżowe: Dwukrotne Mistrzostwo Polski Par (1961 i 1962, z Jerzym Wołosewiczem). Indywidualne Mistrzostwo Polski (1962), Drużynowe Mistrzostwo Polski (1959, w "Chemiku" Gliwice), II Wicemistrzostwo Polski w drużynach "Chemik" Gliwice (1958), "Legion Markietanka" Warszawa (1961) i MKT Łódź (1972). W 1955 r. zdobył w barwach AZS Gliwice złoty medal drużynowych mistrzostw Polski w szachach.
Zmarł 28 lipca 2007 r., w Warszawie, został pochowany 2 sierpnia na Starych Powązkach w Warszawie (kwatera 94-2-23).

## Odznaczenia
- Krzyż Kawalerski Orderu Odrodzenia Polski
- Srebrny Krzyż Zasługi
- Krzyż Armii Krajowej
- Krzyż Pamiątkowy Akcji „Burza”